# Watsonia wilmsii
Watsonia wilmsii är en irisväxtart som beskrevs av Harriet Margaret Louisa Bolus. Watsonia wilmsii ingår i släktet Watsonia och familjen irisväxter. Inga underarter finns listade i Catalogue of Life.